# Catene
Catene — тридцать восьмой студийный альбом итальянской певицы Мины, выпущенный в ноябре 1984 года на лейбле PDU. Аранжировщиком выступил Виктор Бах.
Альбом, помимо Италии, был выпущен в Германии и Швейцарии, дистрибьютором выступила компания EMI. Две части альбома распространялись как по отдельности, так и в едином издании. В 2001 году был подвергнут ремастерингу и выпущен как двойной альбом
Пластинка заняла 2-е место в еженедельном хит-параде альбомов, в годовом она стала 24-й.
Данный альбом продолжает совместный с Rai цикл саундтреков для передачи «Тридцать лет нашей истории», посвящённый истории вещателя.

## Список композиций
| №   | Название                      | Автор(ы)                                            | Длительность |
| --- | ----------------------------- | --------------------------------------------------- | ------------ |
| 1.  | «Brigitte Bardot»             | Мигель Густаво                                      | 4:02         |
| 2.  | «Strangers in the Night»      | Берт Кемпферт, Эдди Снайдер, Чарльз Синглтон        | 3:40         |
| 3.  | «La verità»                   | Серджо Бардотти, Армандо Тровайоли, Карло Пес       | 4:15         |
| 4.  | «Hey Jude»                    | Джон Леннон, Пол Маккартни                          | 6:15         |
| 5.  | «Estate»                      | Бруно Бригетти, Бруно Мартино                       | 3:32         |
| 6.  | «Banana Boat»                 | Ирвинг Луис Бёрдж, Уиллиам Аттауэй, Гарри Белафонте | 3:46         |
| 7.  | «E la chiamano estate»        | Франко Калифано, Лаура Дзанин, Бруно Мартино        | 3:28         |
| 8.  | «Gimme a Little Sign»         | Джерри Уинн, Альфред Смит, Джозеф Хувер             | 3:20         |
| 9.  | «Eso es el amor»              | Пепе Иглесиа                                        | 3:37         |
| 10. | «Buona sera»                  | Питер Де Роз, Карл Сигман                           | 3:28         |
| 11. | «Acqua azzurra, acqua chiara» | Могол, Лучо Баттисти                                | 4:10         |

| №  | Название            | Автор(ы)                               | Длительность |
| -- | ------------------- | -------------------------------------- | ------------ |
| 1. | «Comincia tu»       | Массимилиано Пани, Пьеро Кассано       | 4:11         |
| 2. | «Più di così»       | Джан Пьетро Фелисатти, Альберто Салемо | 4:12         |
| 3. | «Ballando ballando» | Джорджо Калабрезе, Чельсо Валли        | 3:55         |
| 4. | «Rose su rose»      | Массимилиано Пани, Пьеро Кассано       | 3:56         |
| 5. | «Momento magico»    | Ансельмо Дженовезе                     | 4:18         |
| 6. | «Sogno (Sonhos)»    | Кристиано Мальджольо, Пенинья          | 4:50         |
| 7. | «La nave»           | Гуидо Гуглиельминетти                  | 4:53         |
| 8. | «Per di più»        | Джорджо Калабрезе, Чельсо Валли        | 4:58         |
| 9. | «La casa del nord»  | Массимилиано Пани, Валентино Альфани   | 4:15         |

## Участники записи
- Мина — вокал, бэк-вокал
- А. Пратези — бэк-вокал
- Д. Кремонезе — бэк-вокал
- Джулия Фазолино — бэк-вокал
- Дж. Ниллевен — бэк-вокал
- Лелла Эспозито — бэк-вокал
- Марк Феррадини[итал.] — бэк-вокал
- Массимилиано Пани — бэк-вокал
- Мауро Балетти — бэк-вокал, фото
- Морено Феррара — бэк-вокал
- Найми Хакетт — бэк-вокал
- Паоло Джанольо[итал.] — бэк-вокал, бас-гитара, гитара, клавишные
- Сэм Тревино — бэк-вокал
- Сильво Поццоли — бэк-вокал
- Стефано Ансельмо — бэк-вокал
- Виктор Бах[итал.] — бэк-вокал, струнные, аранжировка
- Джиджи Каппеллотто — бас-гитара
- Массимо Морикони[итал.] — бас-гитара
- Элладе Бандини[итал.] — ударные
- Флавьяно Куффари — ударные
- Вальтер Счебран — ударные
- Серджо Фарина — гитара
- Симонне Спорк — арфа
- Чельсо Валли — клавишные, фортепиано
- Роберто Дзанабони — клавишные
- Джордж Агедо[итал.] — перкуссия
- Альдо Банфи — синтезатор
- Пьеро Кьяро — синтезатор
- Лучано Талларини — обложка

## Чарты
| Чарт (1984)              | Высшая позиция |
| ------------------------ | -------------- |
| Италия (Musica e dischi) | 2              |

| Чарт (1984)              | Позиция |
| ------------------------ | ------- |
| Италия (Musica e dischi) | 19      |